# Camp de Shuafat
El camp de Shuafat o Šuʿafāṭ (àrab: شعفاط, Xuʿafāṭ) és un camp de refugiats palestí a la jurisdicció de Jerusalem, situat al costat de Shuafat, un barri palestí de Jerusalem Est. Al nord del campament es troba l'assentament israelià de Pisgat Ze'ev, il·legal segons les lleis internacionals. Segons xifres d'UNRWA, al campament viuen actualment uns 24.000 refugiats palestins, dels quals solament n'ha registrats com a tals 12.500. El campament ha quedat en la part exterior del mur de separació que envolta Jerusalem (a diferència de la majoria dels altres barris) encara que, tècnicament, el campament de Shufat és l'únic campament de refugiats palestí localitzat dins de Jerusalem o de qualsevol altra zona administrada per Israel.

## Infraestructures
Totes les cases del campament de Shufat estan connectades a la xarxa pública d'enllumenat i d'aigua, encara que algunes no tenen accés al sistema de clavegueram públic. A causa de l'amuntegament que pateix el campament, les normes de seguretat de UNRWA no sempre es respecten i en nombroses ocasions s'han construït habitatges de 3 i 4 plantes sobre plantes d'edificis originalment dissenyats per tenir 1 o 2 com a màxim.
Hi ha tres escoles en el campament, dos per a nenes i una per a nens, amb una població escolar d'aproximadament 1.500 nens. A diferència de la resta de campaments de refugiats palestins, on solament s'imparteix fins a novè, a les escoles de Shufat s'imparteix fins al curs desè pel temor israelià al fet que els alumnes de Shufat haguessin de desplaçar-se a Cisjordània per rebre aquest curs. Les taxes d'abandó a les escoles de Shufat són de les majors de tota Cisjordània.
L'hospital del campament de Shufat es va construir en 1964 i proporciona una cobertura mèdica que inclou medicina reproductiva, pediatria, vacunació, revisions mèdiques mèdiques i tractament de malalties contagioses i no contagioses. Al Centre Comunitari de Rehabilitació es proporcionen serveis de fisioteràpia. En el campament de Shufat hi ha una incidència major del normal de malalties respiratòries i gastrointestinals, que els experts atribueixen a la sobrepoblación i l'amuntegament dels seus habitants, que repercuteix en els sistemes de clavegueram. El nombre de consultes per doctor es manté per sobre dels 100 pacients per dia.
Després de l'inici de la Primera Intifada, Israel va deixar de proporcionar un servei de recollida d'escombraries al campament de Shufat, per la qual cosa és UNRWA qui s'encarrega d'això.

### Desenvolupament urbà
En 2012, l'acadèmic i professor de la Sorbona Sylvaine Bulle va citar el campament de Shufat per la seva dinàmica de renovació urbana, veient-ho com un exemple d'adaptació creativa a l'espai fragmentat dels campaments, resultant en una ciutat bricolatge, amb negocis reasentándose allí des de Jerusalem Est i noves inversions en projectes comercials.
A causa de la política del Ministeri de l'Interior d'Israel de revocar les targetes de residència de Jerusalem a aquells palestins que no tinguin el seu "centre de vida" a la ciutat, el campament s'ha convertit en lloc de residència de molts palestins de Jerusalem que no poden permetre's els elevats preus dels habitatges d'aquesta ciutat.

## Història

### Orígens del campament
El 29 de novembre de 1947, l'Assemblea General de les Nacions Unides va aprovar la resolució 181, més coneguda com el Pla de Partició de Palestina, que impulsava la creació d'un estat jueu i un d'àrab al territori del Mandat Britànic de Palestina. Com a conseqüència de l'avanç de les tropes jueves abans i durant la Guerra araboisraeliana de 1948, uns 700.000 palestins van ser expulsats o van fugir de les seves llars. A la conclusió de la guerra, Israel els va negar el dret de tornada, per la qual cosa Nacions Unides va decidir crear l'Agència de Nacions Unides per als Refugiats de Palestina a Orient Pròxim (UNRWA) i una sèrie de campaments de refugiats a la Franja de Gaza, Cisjordània, Líban, Síria i Jordània.
A l'inici de la guerra, la Creu Roja va allotjar en el despoblat i semi-destruït barri jueu de Jerusalem a milers de refugiats palestins que fugien davant l'avanç de les tropes israelianes. Allò es va convertir en el campament de refugiats de Mascar, dirigit per l'UNRWA, que albergava a refugiats de 55 localitats de l'àrea de Jerusalem, Lod, Jaffa i Ramla que havien passat a les mans d'Israel.
Amb el temps, molts palestins pobres que no eren refugiats també es van assentar en el campament. Les condicions es van ser fent insegures per a la població a causa de la falta de manteniment i de recollida d'escombraries, però ni UNRWA ni el govern jordà desitjaven una resposta internacional negativa que resultaria de la demolició de les velles cases jueves.
En 1964 es va adoptar la decisió de traslladar als refugiats a un nou campament construït en terres majoritàriament jueves prop de Shufat. La majoria dels refugiats es va negar a traslladar-se, ja que això suposaria la pèrdua del seu mitjà de vida -el mercat i els turistes- i limitava la seva capacitat d'accés als llocs sagrats. Al final, molts dels refugiats van ser traslladats per força a Shufat en 1965 i 1966.

### Ocupació israeliana

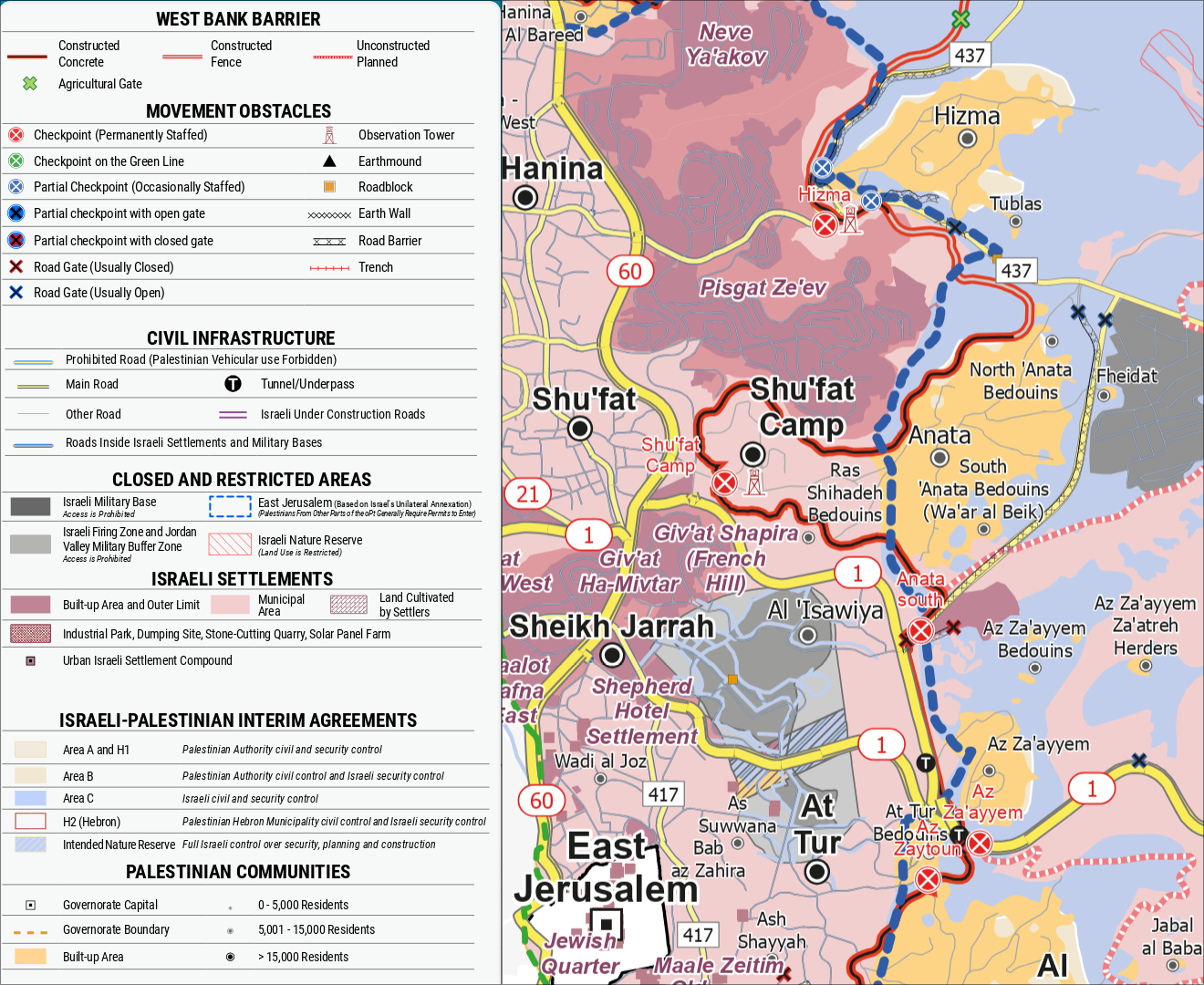
Ubicació del campament de Shufat a l'àrea metropolitana de Jerusalem

Després de la Guerra dels Sis Dies en 1967, tota Jerusalem Est -tant la ciutat com el campament de refugiats- va ser primer ocupada i després annexionada per Israel, cosa que l'ONU va declarar "nul i invàlid" i "una violació del dret internacional", i es van incorporar al districte municipal de Jerusalem. Als residents se'ls va oferir la ciutadania israeliana, però la majoria la va rebutjar en considerar que la zona estava sent ocupada il·legalment. En canvi, molts van acceptar l'estatus de residents permants.
El campament de refugiats de Shufat és l'únic camp de refugiats palestí dins de Jerusalem o de qualsevol altra zona administrada per Israel. Encara que els seus residents porten carnets d'identitat de Jerusalem, la qual cosa els concedeix els mateixos privilegis i drets que a la resta d'israelians, és UNRWA qui proporciona la major part dels serveis al campament, fins i tot encara que entre el 40 i el 50 per cent dels habitants del campament no estan registrats com a refugiats. El mur de separació israelià s'ha construït separant part del campament de la resta de Shufat i de Jerusalem. Alguns serveis sanitaris els proporcionen clíniques israelianes, encara que la presència israeliana es limita als controls de seguretat que regulen l'entrada i sortida del campament. Segons Ir Amim, el campament pateix una alta taxa de crims perquè la policia d'Israel rarament entra per motius de seguretat, mentre que la policia palestina no pot operar en municipis administrats per Israel. Malgrat tot, i a diferència de la resta de campaments de refugiats palestins administrats per UNRWA, els residents de Shufat paguen els seus impostos a les autoritats israelianes.

En una enquesta duta a terme durant la recerca per al llibre Negotiating Jerusalem (2000), un 59% dels jueus israelians recolzaven redefinir les fronteres de la ciutat de Jerusalem i excloure poblacions àrabs com Shufat, per així assegurar una "majoria jueva" a Jerusalem.

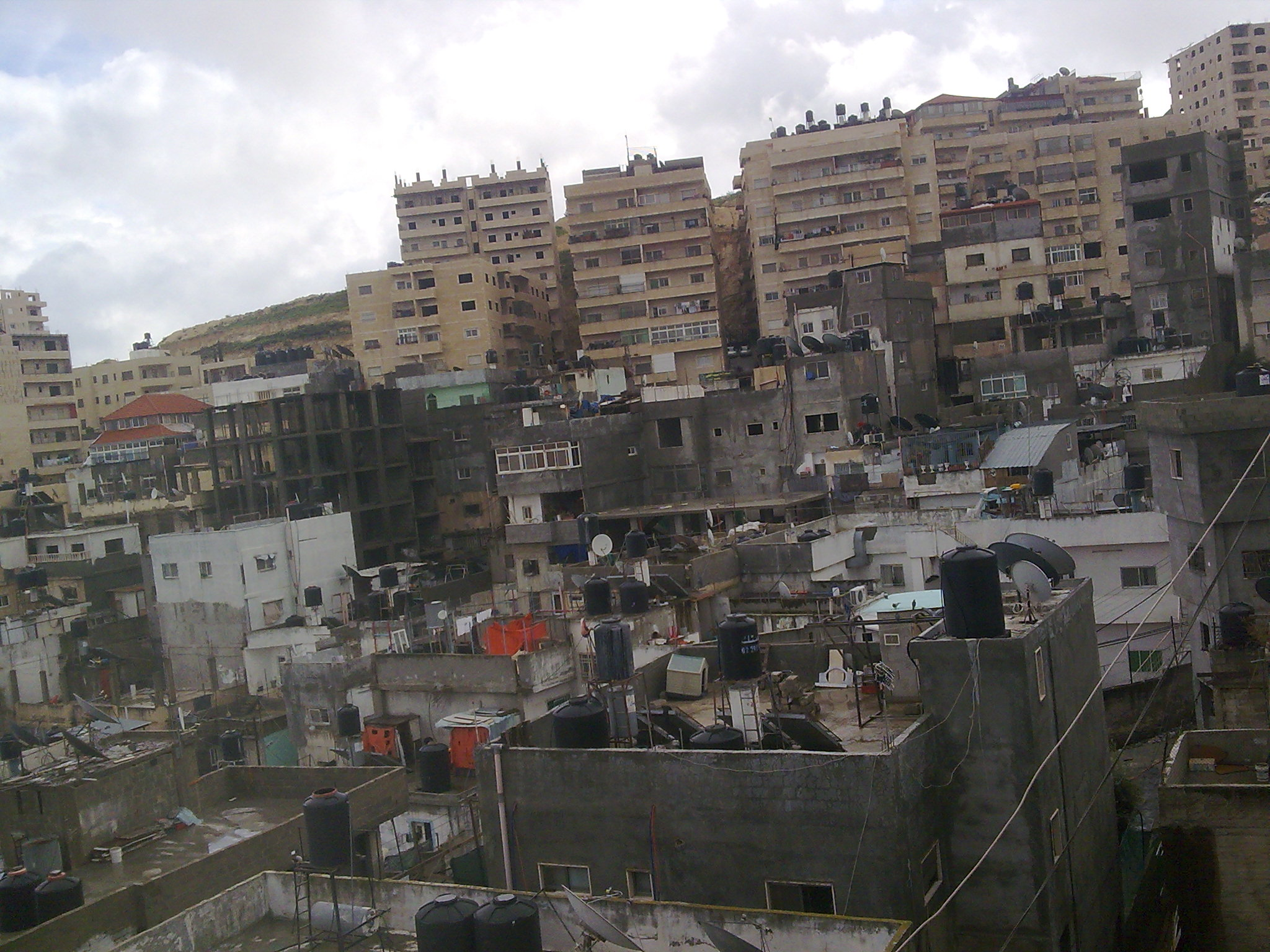
Campament de refugiats de Shufat

Al juliol de 2001, les autoritats israelianes van destruir 14 cases en construcció a Shufat sota les ordres del llavors alcalde Ehud Olmert, qui va dir que les estructures havien estat construïdes sense permís. Ningú hi vivia encara. Les famílies van reconèixer no ser propietàries de la terra sobre la qual havien construït, però van creure tenir permís de les autoritats islàmiques per construir-hi i es van queixar que, pels àrabs de Jerusalem, obtenir permisos per construir legalment és gairebé impossible. Olmert va dir que les cases estaven construïdes en terrenys públics catalogats com a "zona verda" i suposaven una amenaça de seguretat per als jueus de Pisgat Ze'ev. Segons Isabel Kershner de The New York Times, Shufat emmalaltia d'una absència de planificació municipal, massificació i carreteres en terrible estat a data de 2007.
EL 30 d'abril de 2008, en la vespra de la commemoració jueva de l'Holocaust, uns vint joves israelians de l'assentament il·legal de Pisga Ze'ev van atacar dos joves palestins de 16 i 18 anys del campament de refugiats de Shufat a l'entrada d'un centre comercial. L'atac va quedar gravat per les càmeres de seguretat del recinte i reflecteix com els joves israelians van esperar armats amb pals, ganivets i bats de beisbol l'aparició de les seves víctimes, incitats per un missatge en un programa de missatgeria instantània en el qual es demanava que la "sang jueva" acabés amb el "anar i venir d'àrabs a Pisga". Una de les víctimes, Ahmed Abu Camal, va rebre una punyalada en l'esquena però va poder escapar de l'escena. L'altre jove, no obstant això, es va convertir en "un trampolí i un sac de boxa", en paraules d'un dels acusats, sobre el qual els agressors van saltar, patearon i van calcigar. Després de perdre el coneixement, va ser recollit per guàrdies de seguretat del centre comercial i portat a l'hospital.
Com a primer ministre, Ehud Olmert va qüestionar la necessitat d'annexionar zones com Shufat a l'àrea metropolitana de Jerusalem. La iniciativa israeliana de transferir el control de la zona a l'Autoritat Nacional Palestina va causar divisió en la comunitat: un dirigent del campament es va mostrar a favor d'estar sota sobirania palestina, mentre que el mukhtar del barri va rebutjar el pla, citant la participació dels seus residents en eleccions israelianes i el perill d'atacs de coets palestins sobre Israel.
El 8 d'octubre de 2015, policies de fronteres israelianes van matar d'un tret Wisam Jamal Taleb Faraj, de 20 anys, quan els llançava pedres des d'una teulada. L'endemà passat, el 10 d'octubre de 2015, un jove de 19 anys del campament de Shufat anomenat Muhammad Sa'id 'Abd al-Karim Muhammad 'Ali va acoltellar dos policies israelians prop de la Porta de Damasc de Jerusalem i va ser abatut per uns altres policies. Aquest mateix dia, la policia israeliana va matar d'un tret al jove de 25 anys Ahmad Jamal Ahmad Salah durant uns enfrontaments. Un portaveu de la policia va defensar que Ahmad havia disparat als policies.
El gener de 2016, el líder laborista israelià Isaac Herzog va proposar deixar el camp de refugiats de Shufat fos del municipi de Jerusalem. Segons El País, Herzog va comentar que “hem de reunificar l'autèntica Jerusalem, sense comptar amb centenars de milers de palestins que han de romandre a l'altre costat del mur”, afegint que “Isawiya no forma ni ha de formar part de la capital eterna d'Israel. El mateix ocorre amb el camp de refugiats de Shufat. Anem a separar-nos d'ells”.
El 5 de setembre de 2016, Mustafa Talal Hassan Nimer, de 26 anys, moria per trets realitzats per la policia israeliana mentre viatjava en el cotxe del seu cosí. La policia israeliana va afirmar inicialment que el conductor del vehicle havia intentat atropellar alguns dels seus membres, encara que després es va retractar d'aquesta afirmació. Els mitjans de comunicació israelians van publicar imatges de vídeo en les quals es mostra un policia disparant al conductor quan aquest es trobava ferit a terra. El Fiscal General de Jerusalem ha decidit processar al conductor per homicidi involuntari del seu cosí, en conduir, aparentment, sota els efectes de l'alcohol i les drogues.

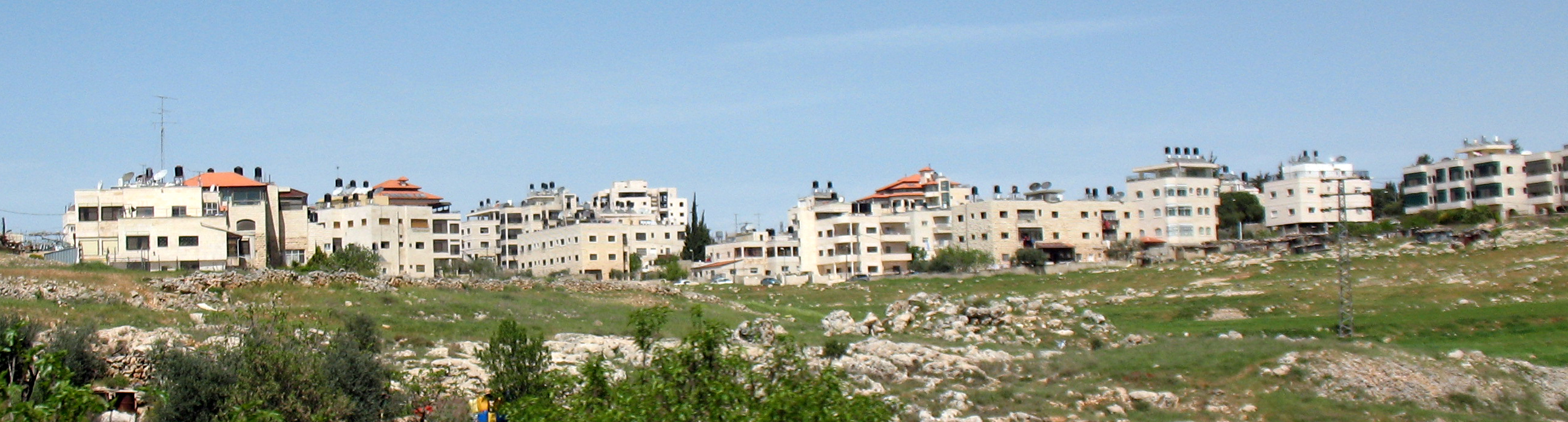
El campament de Shufat, vist des del sud

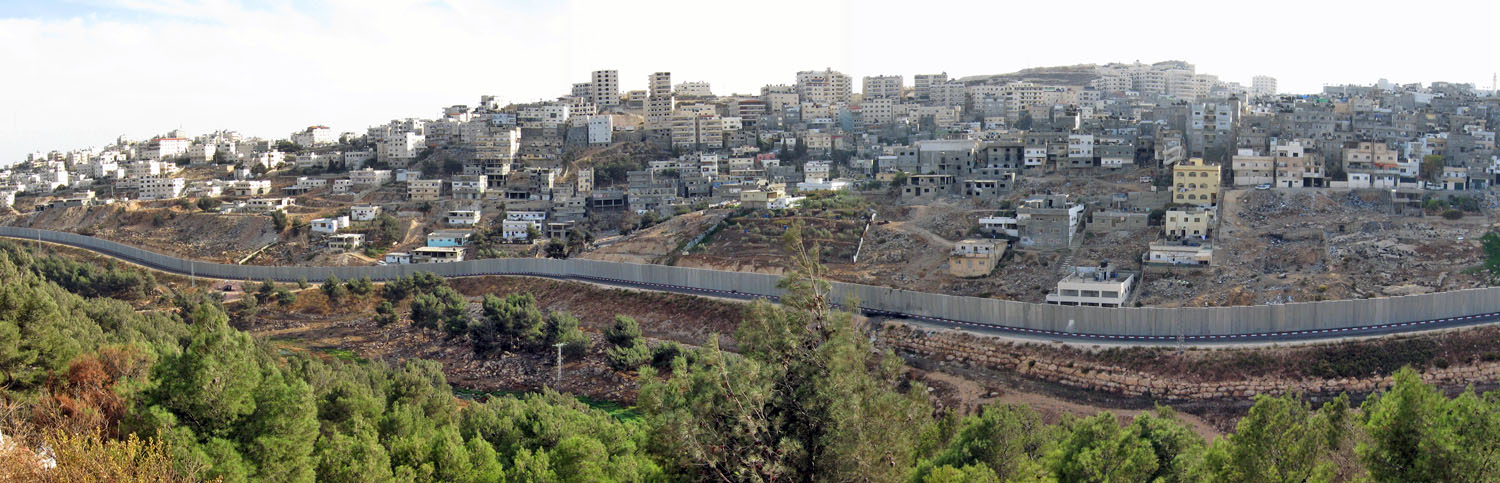
El campament de Shufat amb el mur de separació israelià als seus peus